# Ла Ка (Ређо Емилија)
Ла Ка је насеље у Италији у округу Ређо Емилија, региону Емилија-Ромања.
Према процени из 2011. у насељу је живело 205 становника. Насеље се налази на надморској висини од 370 м.